# Leslie Johnson
Pas d'image ? Cliquez ici
Leslie Johnson (né le 22 mars 1912 à Walthamstow et décédé le 8 juin 1959) était un ancien pilote anglais de course automobile, ayant notamment couru sur Jaguar. Il disputa également un Grand Prix de championnat du monde de Formule 1 en 1950.

## Biographie

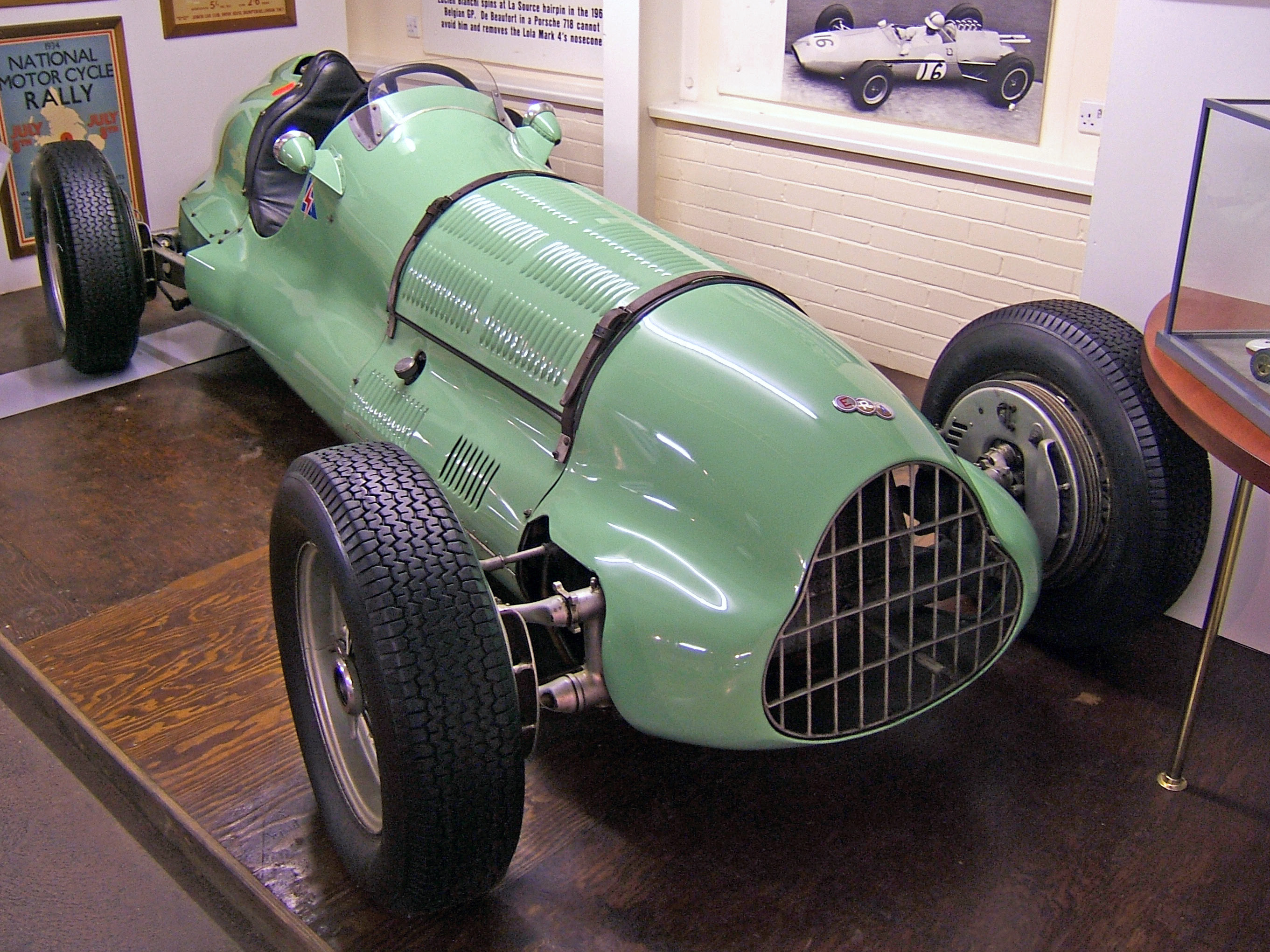
L'ERA Type E est la monoplace pilotée par Leslie Johnson lors de son unique engagement en Formule 1

Il remporte la première édition organisée après-guerre des 24 Heures de Spa, sur Aston Martin 2-Litre Sports associé à son compatriote St John Horsfall.
Leslie Johnson prend part au premier Grand Prix de Formule 1 de l'histoire, disputé en Grande-Bretagne en 1950, au volant d'une ERA Type E officielle. Qualifié en douzième position, il abandonne dès le deuxième tour à cause d'un problème de compresseur,

## Résultats en compétition automobile
| Saison | Écurie  | Châssis    | Moteur                       | Pneus  | GP disputés | Points inscrits | Classement |
| ------ | ------- | ---------- | ---------------------------- | ------ | ----------- | --------------- | ---------- |
| 1950   | ERA Ltd | ERA Type E | ERA Ltd 6 en ligne compressé | Dunlop | 1           | 0               | Non classé |

| Saison | Écurie  | Châssis    | Moteur | Pneumatiques | Courses | Courses | Courses | Courses | Courses | Courses | Courses | Points inscrits | Classement |
| Saison | Écurie  | Châssis    | Moteur | Pneumatiques | 1       | 2       | 3       | 4       | 5       | 6       | 7       | Points inscrits | Classement |
| ------ | ------- | ---------- | ------ | ------------ | ------- | ------- | ------- | ------- | ------- | ------- | ------- | --------------- | ---------- |
| 1950   | ERA Ltd | ERA Type E | ERA L6 | Dunlop       | GBR     | MON     | 500     | SUI     | BEL     | FRA     | ITA     | -               | -          |
| 1950   | ERA Ltd | ERA Type E | ERA L6 | Dunlop       | Abd.    |         |         |         |         |         |         | -               | -          |

Légende : ici 